# Intervenção federal
A intervenção política (do latim imperial interventìo, ónis, interventum, deinterveníre: "estar entre", "entremeter-se", "meter-se de permeio") é uma supressão temporária da autonomia territorial assegurada a uma nação, sob suas dependências ou entes federativos (províncias e municípios) normalmente regulados pelas constituições nacionais em virtude de estado de anormalidade ou exceção, que devem ser interpretadas de maneira restritiva. No entanto pode-se interpretar como áreas de intervenção política não somente questões relativas ao território e a defesa nacional, mas também em campos como a economia, religião e cidadania (direitos do cidadão).

## Intervenção nos direitos de cidadania
O conceito de cidadania sempre esteve fortemente "ligado" à noção de direitos, especialmente os direitos políticos, que permitem ao indivíduo intervir na direção dos negócios públicos do Estado, participando de modo direto ou indireto na formação do governo e na sua administração, seja ao votar (direto), seja ao concorrer a um cargo público (indireto).
No entanto, dentro de uma democracia, a própria definição de Direito, pressupõe a contrapartida de deveres, uma vez que em uma coletividade os direitos de um indivíduo são garantidos a partir do cumprimento dos deveres dos demais componentes da sociedade
O Estado pode agir como interventor nos direitos do cidadão, assegurando que este exerça seus direitos plenamente quando estes são ameaçados. Contudo a intervenção política também pode ser usada para restringir os direitos do cidadão. O Estado pode por meio de artifícios políticos, restringir os direitos de ir e vir de liberdade de expressão, decretando estado de exceção.

## Intervenção territorial
O instituto da intervenção política, consagrado por todas as Constituições republicanas, representa um elemento fundamental na própria formulação da doutrina do federalismo, que dele não pode prescindir — inobstante a excepcionalidade de sua aplicação —, para efeito de preservação da intangibilidade do vínculo federativo, da unidade do Estado Federal e da integridade territorial das unidades federadas.
Existem duas espécies de intervenção, que sempre ocorrem em uma entidade por outra que lhe é sobreposta no quadro federativo, ou seja, o Governo nacional intervém em suas províncias (ou estados e distritos) e municípios localizados em seu território e as províncias intervêm em seus municípios (ou departamentos).

## No Brasil
No Brasil a intervenção da União ocorre em três casos: intervenção federal; estado de defesa; estado de sítio.
Estão definidos na seção “Da defesa do Estado e Das Instituições Democráticas, Do Estado de Defesa e do Estado de Sítio” (estabilidade institucional, ordem pública e, paz social), que consta no Título V, Capítulo I, Seções I e II, que descreve as medidas para garantir a estabilidade institucional, mantenedora da ordem pública e da paz social no país; O Estado de Defesa é definido na Seção I artigo 136:

'Art. 136 - O Presidente da República pode, ouvidos o Conselho da República e o Conselho de Defesa Nacional, decretar estado de defesa para preservar ou prontamente restabelecer, em locais restritos e determinados, a ordem pública ou a paz social ameaçadas por grave e iminente instabilidade institucional ou atingidas por calamidades de grandes proporções na natureza.
Os conselhos destacados são formados pelos presidentes da Câmara e do Senado Federal, pelos líderes da maioria e da minoria da Câmara e do Senado Federal, pelo vice-presidente da República e pelo Ministro da Justiça. Então a partir da concordância entre os membros ocorre a intervenção circunstancial em algum município ou estado da federação. Esse tipo de intervenção é corretamente denominado de intervenção federal. Para casos mais graves, o Título V, capítulo I, na Seção II define o Estado de Sítio, conforme artigo 137:

Art. 137 - O Presidente da República pode, ouvidos o Conselho da República e o Conselho de Defesa Nacional, solicitar ao Congresso Nacional autorização para decretar o estado de sítio nos casos de: I - comoção grave de repercussão nacional ou ocorrência de fatos que comprovem a ineficácia de medida tomada durante o estado de defesa; II - declaração de estado de guerra ou resposta à agressão armada estrangeira.
Assim o Estado de Sítio é um recurso mais extremo que um regime democrático pode tomar. A Constituição Federal de 1988, ainda dentro do Título V, em seu capítulo II, ressalta o que são e qual é o papel das Forças Armadas no ambiente democrático:

Art. 142 - As Forças Armadas, constituídas pela Marinha, pelo Exército e pela Aeronáutica, são instituições nacionais permanentes e regulares, organizadas com base na hierarquia e na disciplina, sob a autoridade suprema do presidente da República, e destinam-se à defesa da Pátria, à garantia dos poderes constitucionais e, por iniciativa de qualquer destes, da lei e da ordem.

### Intervenção federal no Brasil
No Brasil, a intervenção federal é uma ação realizada pela União Federal, em nome da Federação, nos Estados e no Distrito Federal, nas hipóteses taxativamente previstas no artigo 34 da Constituição:
I - manter a integridade nacional;

II - repelir invasão estrangeira ou de uma unidade da Federação em outra;

III - pôr termo a grave comprometimento da ordem pública;

IV - garantir o livre exercício de qualquer dos Poderes nas unidades da Federação;

V - reorganizar as finanças da unidade da Federação que:

 a) suspender o pagamento da dívida fundada por mais de dois anos consecutivos, salvo motivo de força maior;

 b) deixar de entregar aos Municípios receitas tributárias fixadas nesta Constituição, dentro dos prazos estabelecidos em lei;

VI - prover a execução de lei federal, ordem ou decisão judicial;

VII - assegurar a observância dos seguintes princípios constitucionais:

 a) forma republicana, sistema representativo e regime democrático;

 b) direitos da pessoa humana;

 c) autonomia municipal;

 d) prestação de contas da administração pública, direta e indireta.

 e) aplicação do mínimo exigido da receita resultante de impostos estaduais, compreendida a proveniente de transferências, na manutenção e desenvolvimento do ensino e nas ações e serviços públicos de saúde.